# Itabaiana (tiểu vùng)
Itabaiana là một tiểu vùng thuộc bang Paraíba, Brasil. Tiều vùng này có diện tích 1652 km², dân số năm 2007 là 106669 người.